# Arroyo Ceballitos
Der Arroyo Ceballitos ist ein Fluss in Uruguay.
Er entspringt auf dem Gebiet des Departamento Artigas nördlich des Cerro Quemado einige Kilometer südöstlich der Stadt Baltasar Brum. Von dort verläuft er in westliche bis südwestliche Richtung. Er mündet als linksseitiger Nebenfluss einige Kilometer flussabwärts von Paso Marín in den Arroyo Ceballos Grande.